# Прилуки (Высоковское сельское поселение)
Прилуки — деревня в Усть-Кубинском районе Вологодской области.
Входит в состав Высоковского сельского поселения (с 1 января 2006 года по 9 апреля 2009 года входила в Митенское сельское поселение), с точки зрения административно-территориального деления — в Митенский сельсовет.
Расстояние до районного центра Устья по автодороге — 24 км, до центра муниципального образования Высокого по прямой — 11 км. Ближайшие населённые пункты — Сергеевское, Погост Лука, Зубарево, Малое Линяково.
По переписи 2002 года население — 7 человек.